# Powiat czerkaski
Powiat czerkaski – dawny powiat województwa kijowskiego później także guberni kijowskiej. Siedzibą były Czerkasy.

## Siedziby gmin
1. Bałakleja(inne języki)
2. Burty(inne języki)
3. Białozierze(inne języki)
4. Bajbuzy
5. Walawa(inne języki)
6. Werhuny(inne języki)
7. Wiązówek(inne języki)
8. Horodyszcze
9. Dachnówka(inne języki)
10. Dereńkowiec(inne języki)
11. Żabotyn
12. Zawadówka(inne języki)
13. Leśki(inne języki)
14. Łozanówka(inne języki)
15. Łomowate(inne języki)
16. Matusów(inne języki)
17. Międzyrzecz
18. Mlijów(inne języki)
19. Moszny
20. Orłowiec(inne języki)
21. Popówka Pierwsza(inne języki)
22. Popówka Druga(inne języki)
23. Prusy(inne języki)
24. Rotmistrzówka(inne języki)
25. Ruska Polana(inne języki)
26. Smiła
27. Stanisławczyk(inne języki)
28. Starosiele(inne języki)
29. Sunki(inne języki)
30. Taszlik(inne języki)
31. Tubolce(inne języki)
32. Chłystynówka(inne języki)
33. Chmielna(inne języki)
34. Chudiaki(inne języki)
35. Cesarska Słoboda
36. Szelepucha(inne języki)
37. Jabłonówka(inne języki)

## Wzmianka słownikowa z 1880
Utworzony w 1797. W 1799 połączony z czehryńskim. 1800 przywrócony. Leży nad rzekami Dnieprem, Rosią i Taśminą; zajmuje powierzchni 3,463 w. kw. R. 1847 miał 1 miasto, 9 miasteczek, 74 wsi kościelnych, 29 wiosek, 9 futorów. Ziemi ornej tylko 177.500 dz., łąk 65,000, lasów 50,000 dz. Mk. liczył 1865 r. 161.204,
t. j. 80.210 męż., 80,994 kob., w tej liczbie 20,653 izrael.. t. j. 10,169 męż., 10,484 kob.
Ma ten powiat dwie parafie katolickie: Moszny i Smilę, obie w dek. zwinogródzkim. Powierzchnia w zach. części pow. jest górzystą, szczególnie nad brzegami rzeki Taśminy. Od Cz. w kierunku do Kryłowa miejscowość po części bagnista, po części piaszczysta; wszędzie zaś bez wyjątku składa się z nizkich łąk. Pośród powiatu, pomiędzy górami leiŚnemi, leżą bagna i jeziora; nad brzegami Dniepru także jeziór jest wiele, z tych niektóre z rozlewu rzek powstałe, trwają tylko przez jedno lato. Powiat obfituje w lasy (sosnowe) i pastwiska. Grunt po większej części składa się z czarnej ziemi i piasku. Oprócz rolnictwa, stanowiącego główne mieszkańców zatrudnienie, najważniejszy przemysł stanowią gorzelnie i cukrownie, których 1866 r. było 12. W powiecie. Według statystyki 1846 roku, na 100 korcy zasiewu wypada 35 1 / 4 zyta, 14 pszenicy, 91/ owsa, 16 hreczki, 17 1 / 4 jęczmienia, 7 prosa, 1 grochu. Co do przemysłu fabr., to w ogóle 1846 r. powiat liczył 13 fabryk z produkcyą ogólną 463,000 rs., w tej liczbie 2 fabryki maszyn (296,000) i 4 garbarnie, 119,000 rubli srebrem.
M-ko Czerkasy rozsiadło się przy samym Dnieprze. Rzeka ta na mnogie ramiona i odnogi się dzieląc, tworzy liczne ostrowy. Z tych znaczniejszy tzw. Korczewaty. W dawnych czasach, gdy na wszelkich dogodnych zbywało komunikacyach, okolica Cz. była z niełatwym dostępem, bo z jednej strony, t. j. od wschodu Dniepr tu stanowił naturalną zaporę; z drugiej
zaś trzęsawiska Irdynia, które są, według wszelkiego prawdopodobieństwa, dawnem korytem Dniepru, co się ztąd usunął, wielkim od zachodu, północy i południa opasywały ją i zamykały łukiem. Początek m. Cz. zupełnie nieznajomy; musi to być przecie bardzo starożytna osada nad Dnieprem. W pobliżu dzisiejszych Cz. w górę Dniepru, na wysoczyźnie, znajduje się miejsce „hulaj-horodkiem” nazywane, na którem dziś jeszcze mnóstwo pobitych cegieł, czerepów wygląda z ziemi, jako ślad jakiejś dawnej osady. Otóz powieści ludu mówią, ze to była dawna osada starożytnych Czerkasów, nad którymi miał jakiś królik czerkaski panować. Inne zaś podanie głosi, że dawna Sicz zaporozka była nasamprzód koło Czerkas, za wsią dzisiejszą Dachnówką, ale skoro się tu ludniej zrobiło, to mieszkańcy onej przenieśli się do Kremenczuka, a gdy i tam coraz ludniej było, to wtedy dopiero wynieśli się oni na Niż, i od tego czasu Zaporozcami się przezwali. Jakkolwiek być to tylko może ludowy wymysł, jednakże taić on może cząstkę prawdy. Niektórzy z uczonych (Bohusz Siestrzeńcewicz i inni) sądzą, że Cz. powstały dopiero za czasów tatarskich, koło 1282 r., i pochodzą od kozaków czerkaskich, z krain Pentopolis (pięciu gór). „Pentopolis” po tatarsku „Besztan”, a po słowiańsku „Piatyhory”. Inni za wskazówką przywileju Stanisława Augusta odnoszą ich powstanie do XIV w., powiadając, że Gedymin, po zdobyciu Perekopu, jeńców czerkaskich nad Dnieprem osadził. Inni znów jeszcze posuwają, starożytność tego miasta głębiej, i chcą mieć je miastem Czarnych Kłobuków. W rzeczy samej Torki, Berendeje i Czarne Kłobuki, w latopisach ruskich noszą też i nazwisko Czerkasów. Kronika kijowska mówi: Izasław że posła syna swojeho Mścisława k korolewi w Uhry, powesti korolia na Halickoho kniazia, i skopia swoju drużynu, pojde, i wzia z soboju Wiaczesławow połk weś, i wsi Czorny Kłobuki, jeże zowutsia Czerkasy.